# ویلا لئوپولدا

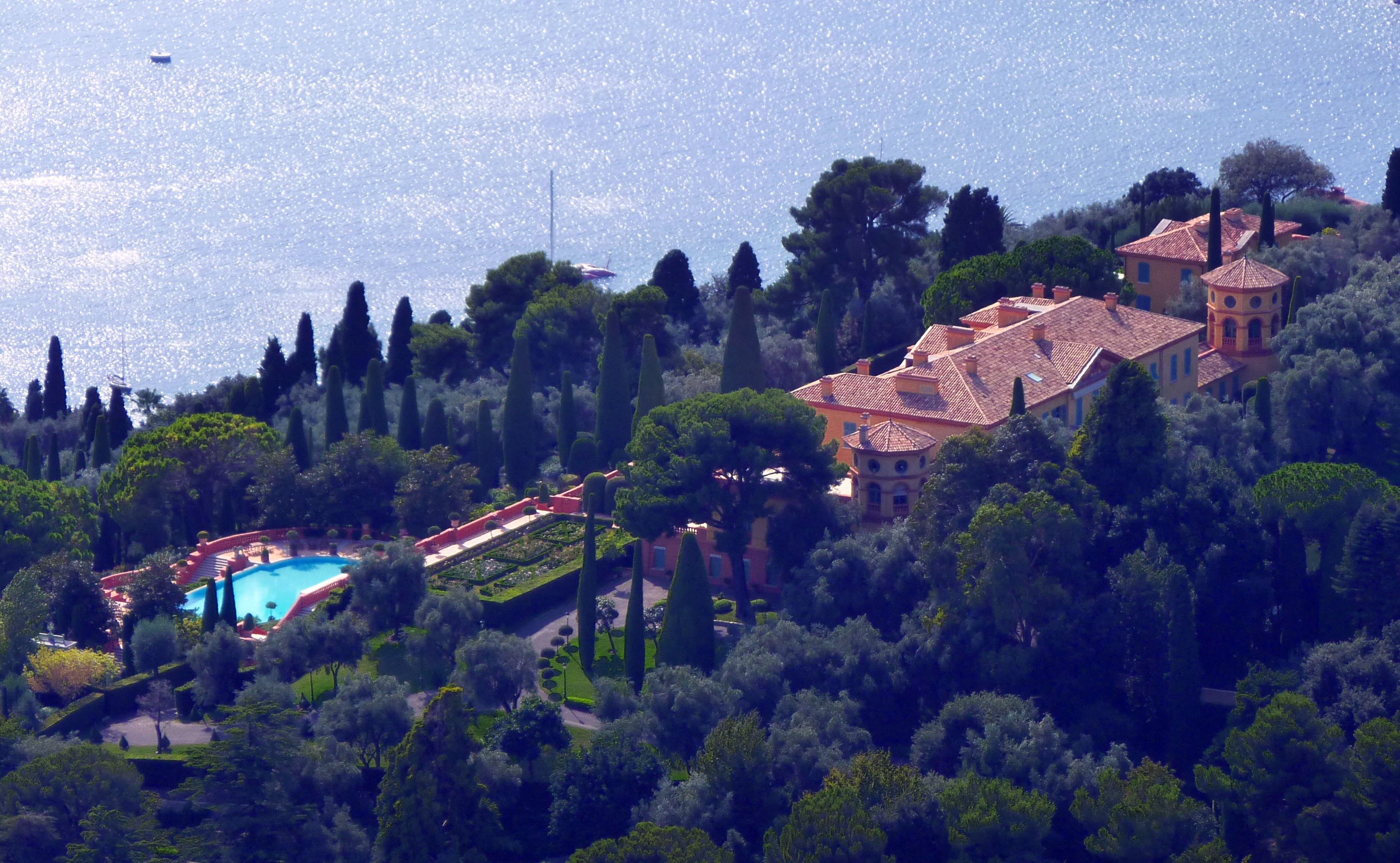
تصویر هوایی از این ویلا در سال ۲۰۱۰.

ویلا لئوپولدا یکی از لوکس‌ترین و گران‌قیمت‌ترین ویلاهای دنیاست که در زمینی به مساحت ۱۸ هکتار در منطقه فرنچ ریویرا ساخته شده‌است.
طراحی و ساخت آن توسط معمار آمریکایی اوگدن کدمن(به انگلیسی: Ogden Codman Jr)در بین سال‌های ۱۹۲۹ تا ۱۹۳۱ انجام گرفت.

## مالکان
این ویلا لوکس تا کنون چندین مالک قابل توجه داشته‌است که برخی از آنها به شرح زیر می‌باشد:
1. جیانی آنیلیِ مدیر شرکت فیات و مالک باشگاه یوونتوس.
2. مارلا آنیلیِ (به انگلیسی: Marella Agnelli) کلکسیونر معروف آثار هنری.
3. ادموند سافرا.
4. لیلی سافرا.

## میخائیل پروخوروف
میخائیل پروخوروف تاجر میلیاردر روسی که به شدت مجذوب طراحی ویلا لئوپولدا شده بود چندین بار تلاش کرد تا بتواند ویلا لئوپولدا را از سافرا بخرد که بی‌نتیجه ماند. سرانجام سافرا پیشنهاد وی را با مبلغ ۳۷۰ میلیون یورو (به علاوه ۱۹٫۵ میلیون یورو برای مبلمان ویلا) را در تابستان سال ۲۰۰۸ میلادی پذیرفت و مبلغ ۳۹ میلیون یورو به عنوان پیش پرداخت دریافت کرد.
اما نهایتاً به دلیل بحران مالی سال ۲۰۰۸، پروخوروف تلاش کرد تا معامله را فسخ کند که این کار منجر به طرح دعوی بین پروخوروف و سافرا شد. دادگاه فرانسوی در نوامبر ۲۰۱۲ با پرواخورو مخالفت کرد و متعاقباً اعلام کرد که مبلغ پیش پرداخت توسط سافرا به خیریه‌های مختلف جهانی اهدا خواهد شد.